# Teatro comunale (Pietrasanta)
Il Teatro comunale è un teatro situato a Pietrasanta, in Versilia.
Il primo impianto di un teatro a Pietrasanta, probabilmente una sala rettangolare con palcoscenico, risale al 1652 e fu ricavato sull'area occupata da due magazzini del sale.
Nel 1779 un gruppo di cittadini costituitisi in Accademia degli Aerostatici decise di demolire il primo salone e di ricostruire un teatro più adatto alle rappresentazioni di commedie e del carnevale. Il nuovo teatro, a pianta a ferro di cavallo con tre ordini di palchi, fu inaugurato nel 1784 ed è giunto in quella forma fino alla sua ristrutturazione avvenuta nel 1937. In quell'occasione, secondo il progetto di Andrea Bibolotti, al posto dei tre ordini di palchi venne realizzata una struttura a loggione su due livelli sorretta da colonne.
L'attività del Teatro della seconda metà dell’800 ai primi del ‘900 per quanto riguarda la prosa prediligeva il dramma a forti tinte, umane e sociali come La sepolta viva, La famiglia del fabbro, Le due orfanelle. Non mancavano però anche opere di Goldoni, dell’Alfieri, di Shakespeare. Anche l’opera lirica e l’operetta furono largamente rappresentate ottenendo molto successo.
Nel 1960 si è proceduto a ulteriori modifiche: la sala è divenuta rettangolare, è stata realizzata una nuova galleria e il soffitto è stato rivestito di pannelli insonorizzati.
Nel 1991 si sono conclusi i lavori di ristrutturazione, ampliamento e adeguamento alle norme vigenti eseguiti nell'ambito del piano regionale FIO di recupero dei teatri storici, su progetto dell'ingegner Ivano Bellandi. Con questo intervento oltre a migliorare la visibilità sia della sala che della galleria, a realizzare l'impiantistica secondo le normative di sicurezza vigenti, a rifare pavimenti e rivestimenti, e a rinnovare le dotazioni sceniche, si è proceduto anche a realizzare, in un fabbricato adiacente, nuovi camerini per gli artisti. 
Nello stesso anno il teatro è stato riaperto al pubblico da un concerto dell’Orchestra Regionale Toscana.
Sede di un’importante Stagione Teatrale Invernale di Prosa, il cinema-teatro dal 2010 è amministrato dalla Fondazione La Versiliana.